# Shchuchyn
Shchuchyn o Shchuchin (bielorruso: Шчу́чын; ruso: Щу́чин; polaco: Szczuczyn Litewski; yidis: שטשוטשין Shtshutshin; lituano: Šukynas) es una ciudad subdistrital de Bielorrusia, capital del distrito homónimo en la provincia de Grodno.
En 2017 tenía una población de 15 511 habitantes.
Se conoce la existencia de la localidad desde el siglo XV, cuando era un pueblo del Gran Ducado de Lituania. En 1718, los nobles propietarios del pueblo invitaron a asentarse aquí a los escolapios, desarrollándose a partir de entonces como un centro educativo en la región, con una escuela que funcionaría hasta 1832. Desde 1761, la localidad tiene su propio escudo de armas. En la partición de 1795 se integró en el Imperio ruso, hasta que en 1921 pasó a formar parte de la Segunda República Polaca. En 1939 se integró en la RSS de Bielorrusia, que en 1962 le dio el estatus de ciudad.
Se ubica a medio camino entre Grodno y Lida sobre la carretera M6. La carretera M6 se cruza aquí con la carretera P51, que une Vawkavysk con Astryná.